# Franz Spirago
Franz Spirago (* 13. März 1862 in Lanškroun, Königreich Böhmen; † 8. Februar 1942 in Prag) war ein böhmischer Theologe und Schriftsteller. Teilweise veröffentlichte er seine Bücher unter dem Pseudonym Alfons Konzionator.

## Leben
Nach der Priesterweihe 1884 wurde er 1888 Katechet in Trautenau. Seit 1904 war er Lehrer am Deutschen Gymnasium Am Graben in Prag. 1919 ging er in den Ruhestand.

## Schriften (Auswahl)
- Gründliche Belehrung über das hl. Meßopfer. Lingen 1924, OCLC 1028732260.
- Katholischer Volks-Katechismus. Pädagogisch und zeitgemäß ausgearbeitet. Lingen 1927, OCLC 63468597.
- Klarheit über Konnersreuth. Antworten auf die verschiedenen Zweifel und Einwendungen betr. die stigmatisierte Jungfrau Therese Neumann. Hannover 1932, OCLC 46260543.
- Die Zukunft Deutschlands nach der Lehninschen Weissagung (Mit Erklärung aller 100 Verse der Weissagung). Lingen 1933, OCLC 1028735584.